# Antoni Trzaskowski
Antoni Trzaskowski (6. ledna 1941, Karczew – 26. března 2025) byl polský fotbalista, obránce.  

## Fotbalová kariéra
V polské nejvyšší soutěži hrál za Legii Warszawa, se kterou získal dvakrát mistrovský titul a třikrát polský fotbalový pohár. Mezi 13. listopadem 1966 a 19. listopadem 1972 nastoupil za Legii ve všech 159 ligových utkáních v řadě. Kariéru končil v USA v týmech Rochester Lancers a Chicago Cats. V Poháru mistrů evropských zemí nastoupil ve 14 utkáních, v Poháru vítězů pohárů nastoupil ve 11 utkáních, v Poháru UEFA nastoupil ve 4 utkáních a ve Veletržním poháru nastoupil v 6 utkáních. Za reprezentaci Polska nastoupil v roce 1971 v přátelském utkání ve Švýcarsku.

## Ligová bilance
| Ročník                | Zápasy | Góly | Klub           |
| --------------------- | ------ | ---- | -------------- |
| Ekstraklasa 1961      | -      | -    | Legia Warszawa |
| Ekstraklasa 1962      | -      | -    | Legia Warszawa |
| Ekstraklasa 1962/1963 | 4      | 0    | Legia Warszawa |
| Ekstraklasa 1963/1964 | 15     | 0    | Legia Warszawa |
| Ekstraklasa 1964/1965 | 26     | 0    | Legia Warszawa |
| Ekstraklasa 1965/1966 | 14     | 0    | Legia Warszawa |
| Ekstraklasa 1966/1967 | 16     | 1    | Legia Warszawa |
| Ekstraklasa 1967/1968 | 26     | 0    | Legia Warszawa |
| Ekstraklasa 1968/1969 | 26     | 0    | Legia Warszawa |
| Ekstraklasa 1969/1970 | 26     | 0    | Legia Warszawa |
| Ekstraklasa 1970/1971 | 26     | 2    | Legia Warszawa |
| Ekstraklasa 1971/1972 | 26     | 0    | Legia Warszawa |
| Ekstraklasa 1972/1973 | 13     | 0    | Legia Warszawa |
| CELKEM 1. polská liga | -      | -    |                |